# 7287 Yokokurayama
7287 Yokokurayama este un asteroid din centura principală de asteroizi.

## Descriere
7287 Yokokurayama este un asteroid din centura principală de asteroizi. A fost descoperit pe 10 noiembrie 1990 la Geisei de Tsutomu Seki. El prezintă o orbită caracterizată de o semiaxă mare de 2,92 ua, o excentricitate de 0,24 și o înclinație de 14,0° în raport cu ecliptica.